# Głogówiec
Głogówiec – wieś w Polsce leży na Kujawach, położona w województwie kujawsko-pomorskim, w powiecie inowrocławskim, w gminie Janikowo.
W latach 1975–1998 miejscowość administracyjnie należała do województwa bydgoskiego.
W Głogówcu funkcjonuje amatorska drużyna piłkarska Fala Głogówiec. 

## Zabytki
Według rejestru zabytków NID na listę zabytków wpisany jest zespół pałacowy z 2 poł. XIX w. i 1924, nr rej.: 135/A z 15.06.1985:
- pałac (dec. dwór), 1924
- park
- folwark.

## Media
Głogówiec swoim zasięgiem obejmują media ze stolicy gminy:
- portal miejski i gminny ejanikowo.pl – Fakty i opinie
- lokalna telewizja kablowa JanSat